# 김수련
김수련(1979년 8월 17일 ~ )은 대한민국의 배우이다. 2000년 SBS 9기 톱탤런트로 데뷔하였다.

## 학력
- 중앙대학교 연극영화학과 졸업
- 개원예고 졸업

## 연기 활동

### 드라마
- 2002년 SBS 청춘시트콤 《오렌지》
- 2001년 SBS 아침연속극 《외출》
- 2001년 SBS 추석특집드라마 《엄마를 찾습니다》
- 2000년 SBS 수목드라마 《여자만세》
- 2000년 SBS 특집드라마 《빗물처럼》
- 2000년 SBS 월화드라마 《천사의 분노》
- 2000년 SBS 수목드라마 《줄리엣의 남자》
- 2000년 SBS 아침드라마 《사랑과 이별》
- 2000년 SBS 월화드라마 《도둑의 딸》
- 2000년 SBS 수목드라마 《팝콘》
- 2000년 SBS 일요드라마 《카이스트》
- 2000년 SBS 일요아침드라마 《달콤한 신부》

### 영화
- 2006년 양아치어조 - 이사온 여자 역.
- 2005년 6월의 일기
- 2004년 태극기 휘날리며 - 위문공연 가수 역.

### 연극
- 2007년 이타미 살인사건 - 하나꼬 역
- 2005년 뮤지컬 겨울나그네
- 2003년 홀스또메르
- 2002년 로미오와 줄리엣닷컴

## 수상 경력
- 2000년 SBS 톱탤런트 입상

## 관련 사항
- 2000년 SBS 톱탤런트 9기

지금은 활동을 중단하고 가정에서 화목하개 살고이다